# Escala Likert

Exemplo de escala de Likert

A escala Likert ou escala de Likert é um tipo de escala de resposta psicométrica usada habitualmente em questionários, e é a escala mais usada em pesquisas de opinião. Ao responderem a um questionário baseado nesta escala, os perguntados especificam seu nível de concordância com uma afirmação. Esta escala tem seu nome devido à publicação de um relatório explicando seu uso por Rensis Likert.

## Questão simples apresentada usando cinco itens
É necessária uma distinção entre a Escala Likert e um item de Likert. A Escala de Likert é a soma das respostas dadas a cada item Likert. Como os itens são, normalmente, acompanhados por uma escala visual análoga (p.ex. uma linha horizontal onde o sujeito pesquisado indica a sua resposta através de marcas), os itens são às vezes chamados de escalas. Isto causa bastante confusão. É melhor então que se utilize 'Escala de Likert' para o total da escala, e 'item Likert' para cada item individual.
Um item Likert é apenas uma afirmação à qual o sujeito pesquisado responde através de um critério que pode ser objetivo ou subjetivo. Normalmente, o que se deseja medir é o nível de concordância ou não concordância à afirmação. Usualmente são usados cinco níveis de respostas, apesar de que alguns pesquisadores preferem usar sete ou mesmo nove níveis.
O formato típico de um item Likert é:
1. Discordo totalmente
2. Discordo parcialmente
3. Indiferente
4. Concordo parcialmente
5. Concordo totalmente

A escala de Likert é bipolar, medindo ou uma resposta positiva ou negativa a uma afirmação. Às vezes são usados quatro itens, o que força o sujeito pesquisado a uma escolha positiva ou negativa, uma vez que a opção central "Indiferente" não existe.
Escalas de Likert podem estar sujeitas a distorções por diversas causas. Sujeitos perguntados podem evitar o uso de respostas extremas, concordar com afirmações apresentadas ou tentar mostrar a si ou a suas empresas/organizações de um modo mais favorável. O desenho da escala com respostas mais balanceadas pode resolver a questão dos desvios por aceitação às afirmações, mas as outras duas questões são mais problemáticas.

## Resultado e análise
Após o questionário ter sido totalmente respondido, cada item pode ser analisado separadamente ou, em alguns casos, as respostas dadas podem ser somadas para criar um resultado por grupo de itens.
Outro motivo de discórdia é se os itens Likert podem ser considerados dados de níveis de intervalo ou se devem apenas ser considerados como dados de categorias ordenadas. Muitos consideram os itens apenas como dados ordenados pelo fato de que com apenas cinco níveis, um sujeito pesquisado pode não compreender os níveis pareados como equidistantes. De outro lado, assim como no exemplo acima, as respostas implicam claramente uma simetria de níveis ao redor da categoria central. Ademais, se o item é acompanhado por uma escala análoga visual, onde distâncias iguais entre os níveis estão claramente indicadas, o argumento para tratá-los como níveis de intervalo é ainda maior.